# Microrégion de Mantena
 (décembre 2014).
Si vous disposez d'ouvrages ou d'articles de référence ou si vous connaissez des sites web de qualité traitant du thème abordé ici, merci de compléter l'article en donnant les références utiles à sa vérifiabilité et en les liant à la section « Notes et références ».
La microrégion de Mantena est l'une des sept microrégions qui subdivisent la vallée du Rio Doce, dans l'État du Minas Gerais au Brésil.
Elle comporte 7 municipalités qui regroupaient 58 957 habitants en 2006 pour une superficie totale de 1 852 km2.[réf. nécessaire]

## Municipalités[1]
- Central de Minas
- Itabirinha
- Mantena
- Mendes Pimentel
- Nova Belém
- São Félix de Minas
- São João do Manteninha